# Triboulet

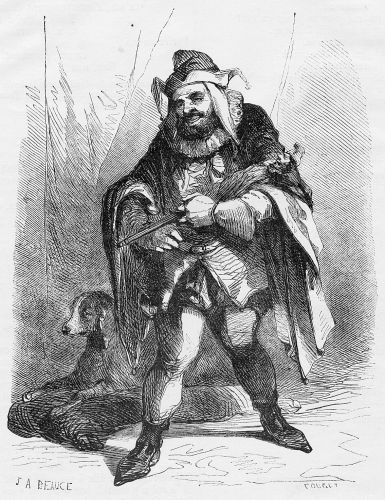
Triboulet na rycinie

Nicolas Ferrial, znany jako Le Févrial oraz Triboulet (1479–1536) – błazen na dworze królów Francji Ludwika XII i Franciszka I.
Jest bohaterem m.in. dramatu Wiktora Hugo pt. Król się bawi oraz jego operowej inscenizacji, Rigoletto.
Przypisuje się mu umiejętność wybrnięcia z każdej ryzykownej dla niego sytuacji, które sam w ramach żartu prowokował. Pewnego dnia ponoć klepnął monarchę w pośladek. Urażony król stracił panowanie nad sobą i skazał Tribouleta na śmierć, lecz nieco później monarcha nieco się uspokoił i obiecał wybaczyć błaznowi, jeśli przyjdą mu do głowy przeprosiny bardziej obraźliwe niż sam dokonany czyn. Błazen odpowiedział wtedy: „Tak mi przykro, Wasza Wysokość, że cię nie poznałem! Wziąłem cię za Królową!”.
Innym razem Triboulet złamał rozkaz Franciszka I zakazujący żartowania z królowej i jej dworek, przez co król nakazał skazać go na śmierć. Ze względu na sentyment do błazna, monarcha dał Tribouletowi prawo wyboru w jaki sposób umrze. Triboulet wybrał śmierć ze starości, w reakcji na co rozbawiony władca zamienił karę śmierci na wygnanie.